# 徳地秀士
徳地 秀士（とくち ひでし）は、日本の防衛官僚。初代防衛審議官。

## 人物・経歴
静岡県出身。1979年東京大学法学部卒業、タフツ大学法律外交大学院（フレッチャースクール）卒業（修士）。防衛庁入庁。行政官長期在外研究員と米国防大学国家戦略研究所研究員を務めた防衛省の国際派。1995年アメリカ合衆国国防大学国家戦略研究所客員研究員。1997年防衛庁運用局運用課長。1999年防衛庁防衛局計画課長。2001年内閣官房内閣参事官（内閣官房副長官補（安全保障・危機管理担当）付）。2002年政策研究大学院大学客員教授。2004年防衛庁防衛局防衛政策課長。2005年防衛庁長官官房審議官兼情報本部副本部長。2006年防衛施設庁東京防衛施設局長。2007年防衛省北関東防衛局長。2008年防衛省運用企画局長。2010年防衛省人事教育局長。2011年防衛省経理装備局長。2013年防衛省防衛政策局長。2014年初代防衛審議官。2015年防衛省退職。2016年三井住友海上火災保険顧問。政策研究大学院大学シニアフェロー、上智大学国際関係研究所客員所員、中曽根平和研究所研究顧問、政策研究大学院大学客員教授。

## 著書
- 『米中海戦はもう始まっている 21世紀の太平洋戦争』（共著）文藝春秋 2018年